# Уянское сельское поселение
Уянское сельское поселение  или Уянское муниципальное образование — муниципальное образование со статусом сельского поселения в
Куйтунском районе Иркутской области России. 
Административный центр — Уян.

## Население
| 2010  | 2011  | 2012  | 2013  | 2014  | 2015  | 2016  |
| ----- | ----- | ----- | ----- | ----- | ----- | ----- |
| 1451  | ↘1444 | ↘1423 | ↘1394 | ↘1355 | ↘1318 | ↗1324 |
| 2017  |       |       |       |       |       |       |
| ↘1288 |       |       |       |       |       |       |

По результатам Всероссийской переписи населения 2010 года численность населения муниципального образования составила 1451 человек, в том числе 707 мужчин и 744 женщины.

## Населённые пункты
В состав муниципального образования входят населённые пункты:
- Уян
- Красный Яр

Исчезнувшие населённые пункты:
- Алтайский (Лесоучасток № 21)